# Begogo
Begogo is een plaats en gemeente in Madagaskar in het district Iakora, gelegen in de regio Ihorombe. Een volkstelling in 2001 telde het inwonersaantal op 10.170 inwoners.
De stad biedt enkel lager onderwijs aan. 49,95% van de bevolking werkt in de landbouw, 49,95% in de veeteelt en 0,1% heeft een baan in de dienstensector. De belangrijkste gewassen zijn rijst en bonen, andere belangrijke producten zijn pinda's en cassave.